# ماری ویکس
ماری ویکس (انگلیسی: Mary Wickes؛ ۱۳ ژوئن ۱۹۱۰ – ۲۲ اکتبر ۱۹۹۵) یک هنرپیشه اهل ایالات متحده آمریکا بود.
از فیلم‌ها یا برنامه‌های تلویزیونی که وی در آن نقش داشته است می‌توان به عاشقتم لوسی، ناپلئون و سمنتا، زنان کوچک، اکنون، ای مسافر، کارت‌پستال‌هایی از لبه پرتگاه و لمس عشق اشاره کرد.